# Pumpkinhead II: Blood Wings
Pumpkinhead II: Blood Wings is een Amerikaanse horrorfilm uit 1994 onder regie van Jeff Burr. De film is het tweede deel in de Pumpkinhead-filmserie.

## Rolverdeling
| Acteur             | Personage          |
| ------------------ | ------------------ |
| Andrew Robinson    | Sean Braddock      |
| Ami Dolenz         | Jenny Braddock     |
| Soleil Moon Frye   | Marcie             |
| J. Trevor Edmond   | Danny Dixon        |
| Hill Harper        | Peter              |
| Alexander Polinsky | Paul               |
| Linnea Quigley     | Nadine             |
| Mark McCracken     | Pumpkinhead        |
| Steve Kanaly       | Judge Caspar Dixon |
| Gloria Hendry      | Delilah Pettibone  |
| Lilyan Chauvin     | Miss Osie          |
| Caren Kaye         | Beth Braddock      |
| Jean-Paul Manoux   | Tommy              |
| Roger Clinton, Jr. | Mayor Bubba        |
| Joe Unger          | Ernst              |
| Kane Hodder        | Keith Knox         |
| John Gatins        | Young Caspar Dixon |